# Suit Yourself
Suit Yourself waren eine Band aus Reutlingen, die von 1994 bis 2004 existierte. Stilistisch bewegten sie sich vor allem im Bereich Alternative Rock.

## Bandgeschichte
Die Band wurde 1994 gegründet und spielte in den ersten Jahren in wechselnder Besetzung. Sie tourten in dieser Zeit vornehmlich durch den süddeutschen Raum und nahmen mehrere MCs und CDs auf, die jedoch nicht professionell vertrieben wurden. 
Erstmals einem größeren Publikum wurden sie bekannt, als sie im Vorprogramm von Die Happy auftraten. Dabei wurde schließlich der Produzent Ralph Quick auf sie aufmerksam, mit dessen Hilfe sie schließlich zu einem Plattenvertrag gelangten. 
Im Jahre 2001 veröffentlichten sie schließlich ihre erste Single Eldorado Sunrise, gefolgt vom Album Rockola im Jahr 2002. Im selben und im darauffolgenden Jahr traten sie beim Southside Festival auf. Außerdem wurde ihr Song Summer Sun zum ProSieben Sommerhit 2002 erklärt.
Nach enttäuschenden Verkäufen der zweiten Platte Parka löste sich die Band im Jahr 2004 auf.

## Diskografie
- Gaffa (2000)
- Rockola (2002)
- Parka (2003)